# My Heart Belongs to Me
«My Heart Belongs to Me» (с англ. — «Моё сердце принадлежит мне») — песня, написанная Аланом Гордоном, исполнялась первоначально им же.

## Версия Барбры Стрейзанд
Большую популярность песне принесло исполнение американской певицей Барброй Стрейзанд, которая включила её в свой девятнадцатый студийный альбом Superman 1977 года.
Песня была выпущена в качестве сингла с альбома Superman Стрейзанд в мае 1977 года и достигла четвёртого места в американском чарте Billboard Hot 100, песня также возглавила чарт Adult Contemporary, став четвёртым номером один певицы в данном чарте. В аналогичном чарте Канады песня также заняла первое место.
Изначально планировалось, что песня войдёт в саундтрек к фильму «Звезда родилась».

### Отзывы критиков
Рецензент издания Cashbox отметил, что эта песня похожа на типичную запись Стрейзанд, в которых обычно она парит на самых вершинах, которых только может достичь её голос. Он также пришёл к выводу, что песня обязательно возглавит музыкальные хит-парады.

### Чарты

#### Еженедельные чарты
| Чарт (1977)                        | Высшая позиция |
| ---------------------------------- | -------------- |
| Австралия (Kent Music Report)      | 46             |
| Канада (RPM Adult Contemporary)    | 1              |
| Канада (RPM Top Singles)           | 3              |
| США (Billboard Adult Contemporary) | 1              |
| США (Billboard Hot 100)            | 4              |
| США (Cash Box Top 100)             | 5              |

#### Годовые чарты
| Чарт (1977)              | Позиция |
| ------------------------ | ------- |
| Канада (RPM Top Singles) | 45      |
| США (Billboard Hot 100)  | 60      |
| США (Cash Box Top 100)   | 66      |